# Złati wojwoda (miejscowość)
Złati wojwoda (bułg. Злати войвода) – wieś w Bułgarii, w obwodzie Sliwen, w gminie Sliwen. Według danych szacunkowych Ujednoliconego Systemu Ewidencji Ludności oraz Usług Administracyjnych dla Ludności, 15 czerwca 2020 roku miejscowość liczyła 1 089 mieszkańców.
Do 1968 roku miejscowość nazywała się Dżinowo, nazwę zmieniono na cześć bułgarskiego hajduka Złatiego wojwody.